# Tichwiner Friedhof

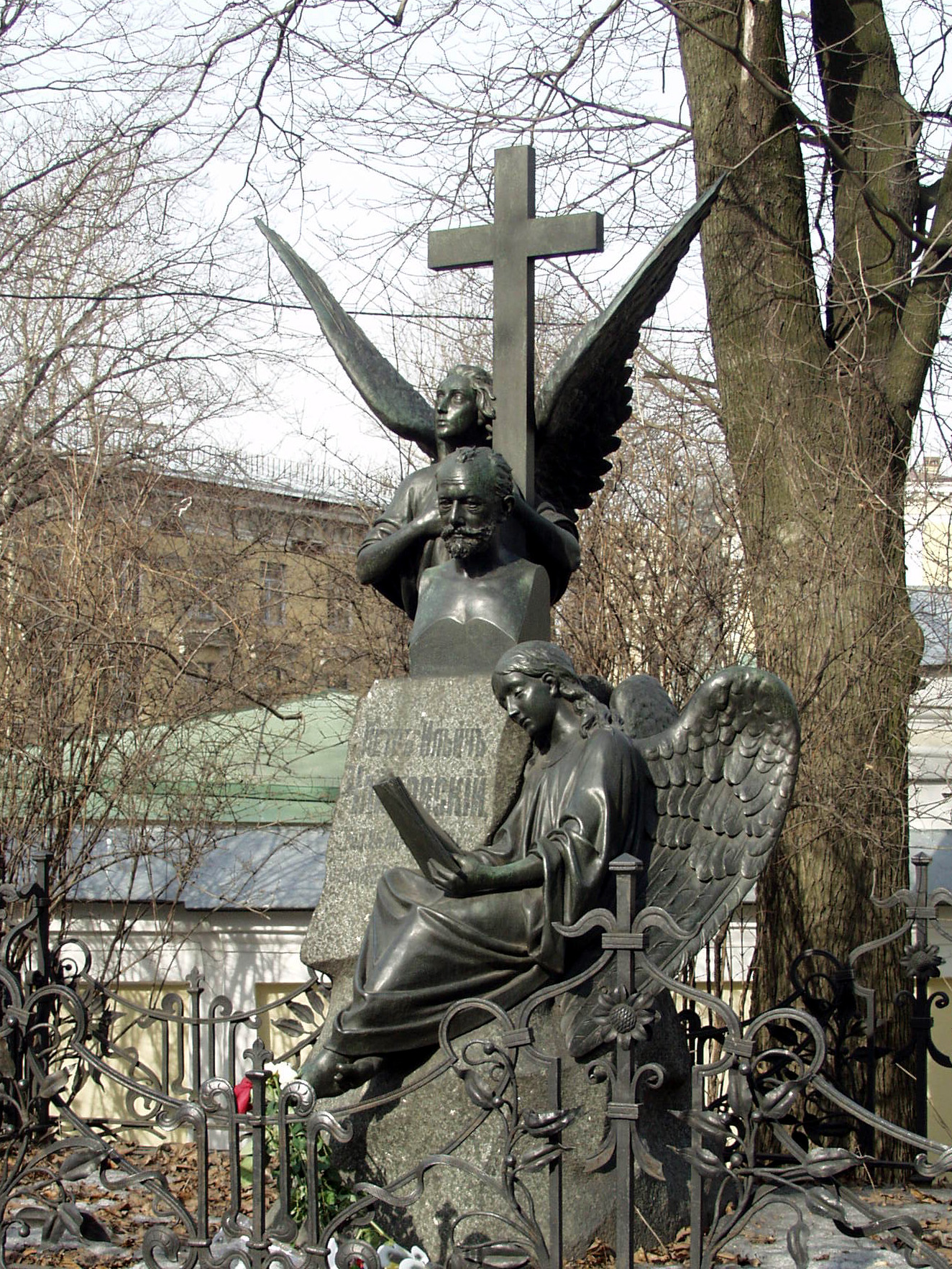
Grab von Peter Tschaikowski

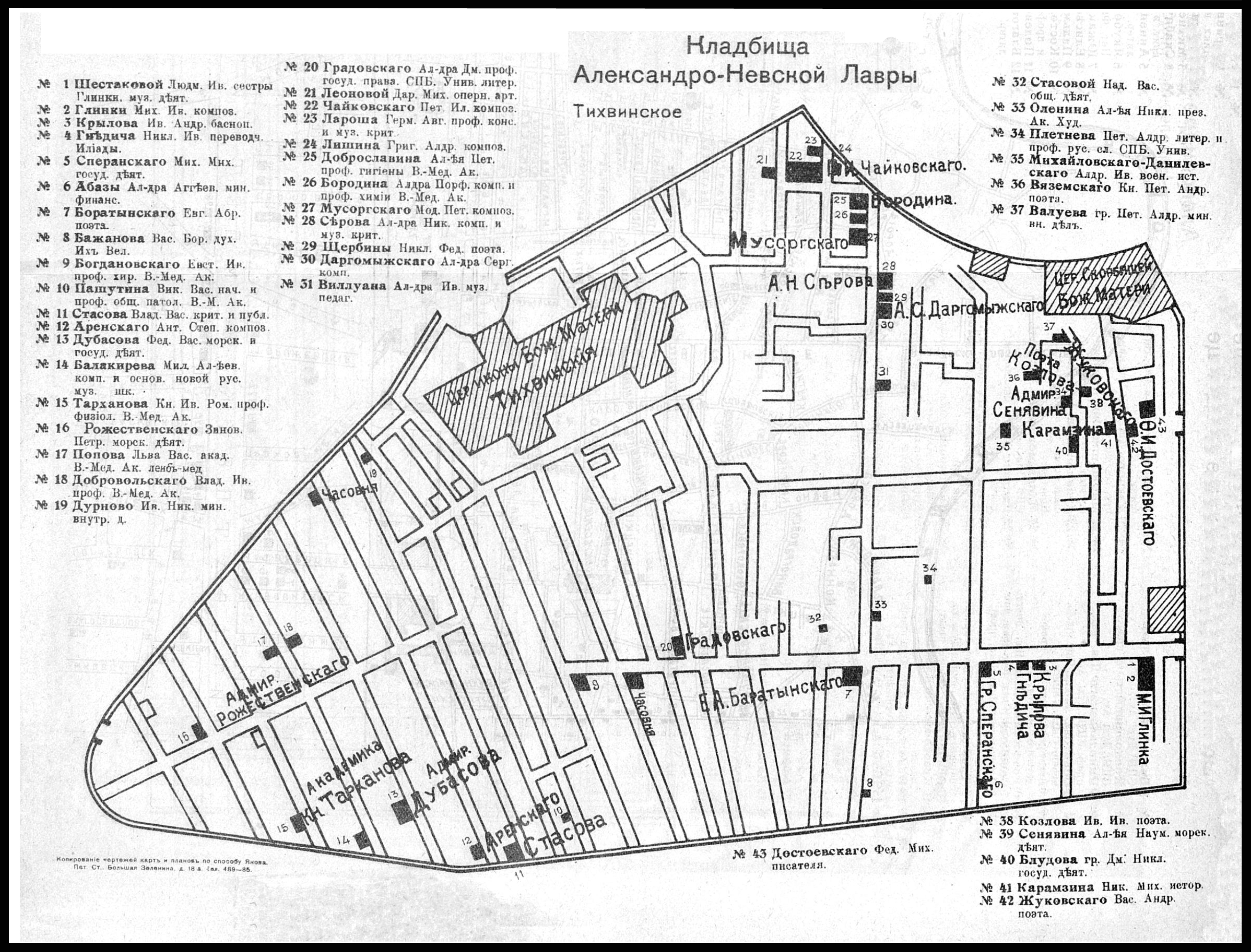
Friedhofsplan (1914)

Der Tichwiner Friedhof (russisch Тихвинское кладбище), seit 1935: Nekropole der Künstler bzw. Nekropole der Meister der Kunst (Nekropol masterow iskusstw / Некрополь мастеров искусств / wiss. Transliteration; Nekropol' masterov iskusstv; engl. Necropolis of the Masters of Arts) befindet sich am Alexander-Newski-Kloster in Sankt Petersburg (Russland). Er wurde 1823 eingeweiht. Auf ihm sind zahlreiche berühmte russische Künstler begraben, darunter die Schriftsteller Dostojewski, Schukowski, Karamsin und Krylow, und die Komponisten Tschaikowski, Glinka, Borodin, Mussorgski und Rimski-Korsakow.

## Auf dem Tichwiner Friedhof begrabene Persönlichkeiten
- Dmitri Bortnjanski (1751–1825), Komponist
- Alexei Olenin (1763–1843), Artillerieoffizier, Staatssekretär und Historiker
- Pawel Sokolow (1764–1835), Bildhauer
- Nikolai Karamsin (1766–1826), Schriftsteller und Historiker
- Iwan Krylow (1769–1844), Dichter
- Pjotr Frolow (1775–1839), Bergbauingenieur
- Wassili Demut-Malinowski (1778–1846), Bildhauer
- Alexander Iwanowitsch Ribeaupierre (1781–1865). Diplomat und Bankmanager
- Wassili Schukowski (1783–1852), Schriftsteller
- Nikolai Gneditsch (1784–1833), Dichter
- Stepan Pimenow (1784–1833), Bildhauer
- Dmitri Bludow (1785–1864), Minister und Literat
- Boris Orlowski (1791–1837), Bildhauer und Hochschullehrer
- Dmitri Bibikow (1792–1870), General und Innenminister
- Olga Pawlischtschewa (1797–1868), Schwester Alexander Puschkins
- Fjodor Matjuschkin (1799–1872), Polarforscher und Admiral
- Konstantin Dansas (1801–1870), Generalmajor
- Wassili Karatygin (1802–1853), Theaterschauspieler
- Michail Glinka (1804–1857), Komponist
- Nikolai Pimenow (1812–1864), Bildhauer
- Marius Petipa (1818–1910), Ballettmeister
- Alexander Serow (1820–1871), Komponist
- Fjodor Dostojewski (1821–1881), Schriftsteller
- Anton Rubinstein (1829–1894), Komponist
- Michail Gersewanow (1830–1907), Wasserbauingenieur und Hochschullehrer
- Iwan Schischkin (1832–1898), Maler
- Alexander Borodin (1833–1887), Komponist
- César Cui (1835–1918), Komponist und Offizier
- Mili Balakirew (1837–1910), Komponist
- Wera Ljadowa (1839–1870), Tänzerin, Sängerin
- Modest Mussorgski (1839–1881), Komponist
- Pjotr Tschaikowski (1840–1893), Komponist
- Archip Kuindschi (1841–1910), Maler
- Fjodor Strawinski (1843–1902), Sänger
- Nikolai Rimski-Korsakow (1844–1908), Komponist
- Alexander Archangelski (1846–1924), Komponist
- Dmitri Sipjagin (1853–1902), Politiker
- Joakim Tartakow (1860–1923), Sänger
- Wassili Andrejew (1861–1918), Komponist
- Wera Komissarschewskaja (1864–1910), Schauspielerin
- Alexander Glasunow (1865–1936), Komponist
- Wera Mitschurina-Samoilowa (1866–1948), Theaterschauspielerin und Theaterpädagogin
- Sergei Lebedew (1874–1934), Chemiker